# Enrique Esteban
Enric Esteban i Delgado (Barcelona, 1920-1998) fou un productor de cinema català.

## Biografia
Després de la guerra civil es formà en diverses distribuïdores i productores, i el 1949 fundà, amb Germà Lorente, l'empresa Este Films Producción e Importación de Películas. Inicialment se centrà en la distribució, però després d'intervenir a El fugitivo de Amberes (Miquel Iglesias, 1954), l'empresa amplia la seva activitat a la producció amb El cerco (1955), del mateix director. El mateix any, Esteban s'associà amb la distribuïdora Mundial Films, de la qual fou conseller delegat i des de la qual regulava una producció pròpia, discreta però sempre atenta a la demanda del mercat.
Donà suport a l'inici de la trajectòria del realitzador José María Nunes amb Mañana (1957). També esperonà la producció de films policíacs de baix pressupost i amb la presència d'actors estrangers per facilitar-ne la difusió internacional, com ara Un vaso de whisky (Juli Coll, 1958); A sangre fría (Joan Bosch, 1959) i No dispares contra mí (José María Nunes, 1961). Quan la censura fou més permissiva produí Badia de Palma (Bahia de Palma, Joan Bosch, 1962), el primer film espanyol que mostrà una actriu en biquini.
Germà Lorente també hi debutà com a realitzador amb el migmetratge semiexperimental Antes del anochecer (1963). Els problemes econòmics i legals que generà la coproducció Superespectáculos del mundo / Superspettacoli nel mondo (Roberto Montero Bianchi i José María Nunes, 1963) obriren un parèntesi a l'activitat de la firma i Esteban es veié forçat a treballar en produccions alienes, com ara Acorn (1969) i Morbo (1971), per a Gonzalo Suárez. Després de coproduir la versió d'Els tres mosqueters (The Three Muskeepers, 1973), rodada a Espanya per Richard Lester, l'empresa es recuperà amb la producció de comèdies que, al principi de la dècada del 1980, evolucionaren vers el terreny eròtic. Esteban, però, continuà produint cintes de Lorente (Sensualidad, 1975) i Nunes (En secreto, amor, 1982).

## Fons
El seu fons personal es conserva a la Filmoteca de Catalunya. El fons conté documentació sobre projectes de producció de films, que inclouen guions, premsa, publicitat, correspondència, contractes i pressupostos.